# Franciszek Socha

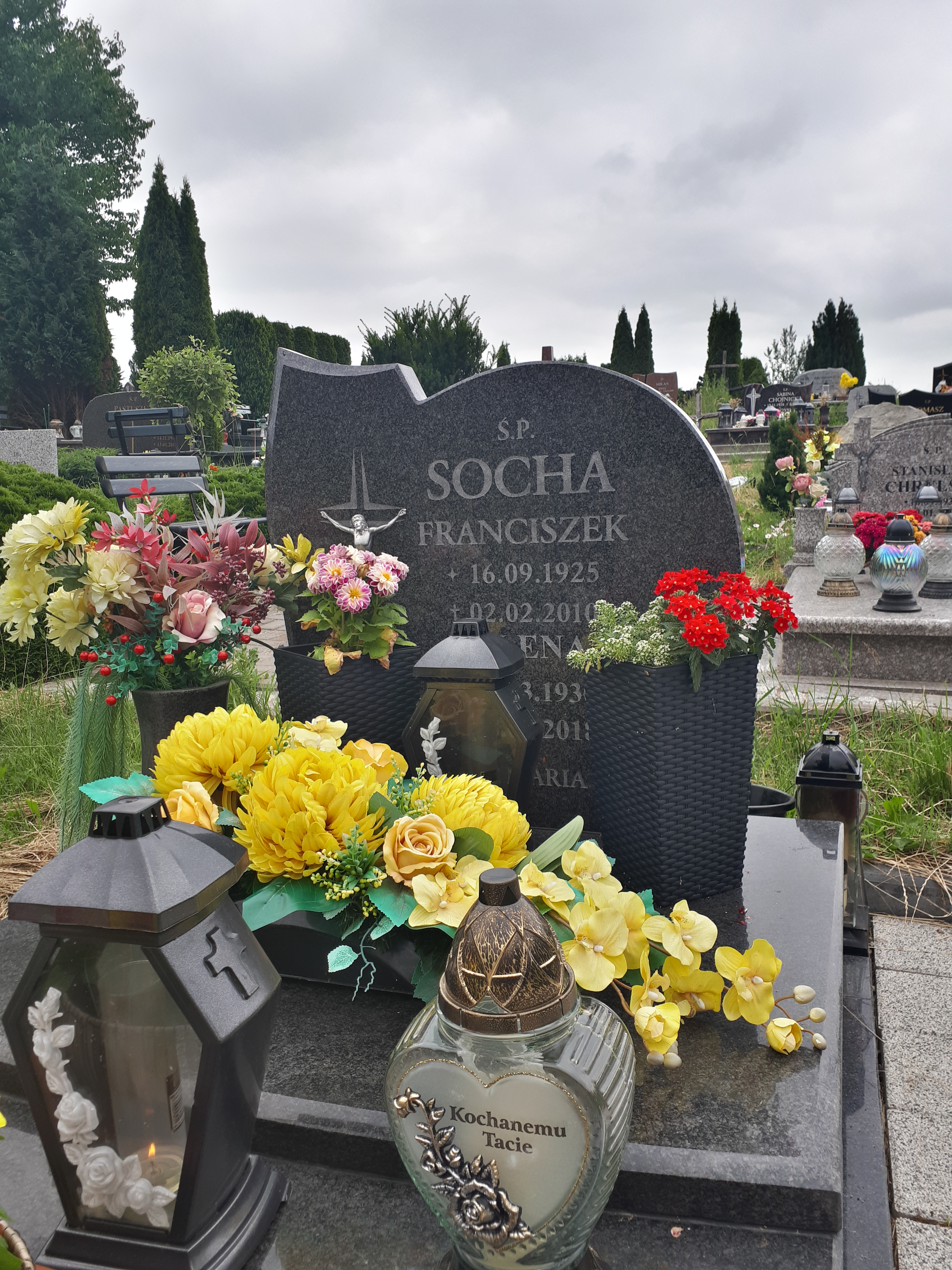
Grób Franciszka Sochy na cmentarzu Dębica w Elblągu

Franciszek Socha (ur. 16 września 1925 w Orzechowcu, zm. 2 lutego 2010) – polski żołnierz, ekonomista i polityk, poseł na Sejm PRL IX kadencji.

## Życiorys
Podczas wojny był żołnierzem 2 Armii Wojska Polskiego. Zdemobilizowany w 1947. Podjął pracę zawodową w spółdzielczości wiejskiej, m.in. jako prezes Powiatowego Związku Gminnych Spółdzielni i dyrektor CSO Okręg w Gdańsku. Działał w Zjednoczonym Stronnictwie Ludowym. Był prezesem Wojewódzkiego Komitetu partii w Elblągu i członkiem Naczelnego Komitetu ZSL. Członek Rady Naczelnej Związku Bojowników o Wolność i Demokrację. Działacz Patriotycznego Ruchu Odrodzenia Narodowego i Towarzystwa Przyjaźni Polsko-Radzieckiej. W 1969 uzyskał tytuł zawodowy magistra ekonomii na Uniwersytecie Gdańskim. W latach 1985–1989 pełnił mandat posła na Sejm PRL IX kadencji, reprezentując okręg Elbląg. Zasiadał w Komisji Administracji, Spraw Wewnętrznych i Wymiaru Sprawiedliwości, Komisji Odpowiedzialności Konstytucyjnej oraz w Komisji Nadzwyczajnej do rozpatrzenia projektu ustawy Prawo o stowarzyszeniach oraz projektów ustaw dotyczących związków zawodowych.
13 maja 2002 został członkiem prezydium zarządu głównego Związku Inwalidów Wojennych Rzeczypospolitej Polskiej.
Pochowany na Cmentarzu Komunalnym Dębica w Elblągu.

## Odznaczenia
- Order Sztandaru Pracy II klasy (1985)
- Krzyż Oficerski Orderu Odrodzenia Polski (1979)
- Krzyż Kawalerski Orderu Odrodzenia Polski (1964)
- Złoty Krzyż Zasługi (1958)
- Srebrny Krzyż Zasługi (1956)
- Krzyż Partyzancki (1983)
- Medal 30-lecia Polski Ludowej (1974)
- Medal 40-lecia Polski Ludowej (1984)
- Medal Komisji Edukacji Narodowej
- Brązowy Medal „Zasłużonym na Polu Chwały” (1970)
- Medal za Odrę, Nysę, Bałtyk (1970)
- Srebrny Medal „Za zasługi dla obronności kraju” (1975)
- Brązowy Medal „Za zasługi dla obronności kraju” (1971)
- Medal „Za udział w walkach o Berlin” (1970)
- Odznaka Grunwaldzka (1946)
- Medal „Za zasługi dla ruchu ludowego” (1984)[2]
- Złoty Medal „Za Zasługi dla Pożarnictwa” (dwukrotnie)
- Złota Odznaka im. Janka Krasickiego (1978)